# Mirco Maestri
Mirco Maestri (Guastalla, província de Reggio de l'Emília, 20 de desembre de 1994) és un ciclista italià professional des del 2016 i actualment a l'equip Eolo-Kometa Cycling Team.
Durant els seus inicis va ser recolzat per Damiano Cunego. En el seu palmarès destaca la Volta a Rodes del 2018 i el Gran Premi Slovenian Istria del 2021.

## Palmarès
- 2014
  - 1r a la Freccia dei Vini
  - 1r a la Coppa Messapica
- 2015
  - 1r al Trofeu Alta Valle del Tevere
  - 1r al Gran Premi Santa Rita
- 2018
  - 1r a la Volta a Rodes i vencedor d'una etapa
- 2019
  - Vencedor d'una etapa a la Volta a la Xina I
- 2021
  - 1r al Gran Premi Slovenian Istria
  - 1r al GP Slovenia

### Resultats al Giro d'Itàlia
- 2016. 119è de la Classificació general
- 2017. 143è de la classificació general
- 2018. Abandona (19a etapa)
- 2019. 103è de la classificació general
- 2022. 96è de la classificació general
- 2023. 78è de la classificació general